# Grúziában történt légi közlekedési balesetek listája
A Grúziában történt légi közlekedési balesetek listája mind a halálos áldozattal járó, mind pedig a kisebb balesetek, meghibásodások miatt történt, gyakran csak az adott légiforgalmi járművet érintő baleseteket is tartalmazza évenkénti bontásban.

## Grúziában történt légi közlekedési balesetek

### 1993
- 1993. szeptember 20. Grúzia partjainál, Fekete-tenger. A levegőben támadás érte a Transair Georgia Tupoljev Tu–134A–3 típusú repülőgépe 22 utassal és  fő személyzettel a fedélzetén, mindenki életét vesztette.[1]
- 1993. szeptember 22. Grúzia partjainál, Fekete-tenger. Az Orbi Georgian Airways Tupoljev Tu–154B típusú repülőgépét szeparatisták rakétákkal eltalálták, 120 utassal és 12 fő személyzettel a fedélzetén. A támadásban 108-an vesztették életüket.[2]
- 1993. szeptember 23. A Transair Georgia Tupoljev Tu–134A típusú repülőgépét tüzérségi támadás érte. A gépen utazó 24 utas és 6 fő személyzet közül 1 fő életét vesztette.[3]